# Raffaele Pastore (imprenditore)
Raffaele Pastore (1961 – Torre Annunziata, 23 novembre 1996) è stato un imprenditore italiano, vittima della Camorra.

## Biografia
Raffaele Pastore, 35 anni, fu assassinato il 23 novembre 1996 a Torre Annunziata, mentre era al lavoro nel suo negozio di mangime per animali sito in via Carminiello. Lasciò la moglie Beatrice Federico e due figli in tenera età.

## Eventi precedenti all'omicidio
Due anni prima dell'omicidio, Raffaele Pastore aveva subito un'estorsione da parte degli uomini del clan Gallo-Cavalieri, all'epoca dei fatti operante nella cittadina vesuviana, per una somma di circa 50 milioni di lire, ma egli si rifiutò di pagare denunciando i suoi aguzzini. Sulla base degli indizi raccolti fu arrestato un componente di tale clan camorristico.
Gli investigatori ipotizzarono che Pastore fu probabilmente oggetto di pressioni da parte del clan criminale affinché egli ritirasse la denuncia. Non si verificarono ulteriori episodi di alcun tipo nei confronti del commerciante. L'imprenditore era titolare anche di un porto d'armi e deteneva anche un'arma per difesa personale, ma raramente la portava al seguito. Anche il giorno del suo omicidio, l'arma fu rinvenuta presso la sua abitazione.

## I fatti
Nell'esercizio commerciale, alle 18:30 entrarono due sicari che spararono 10 colpi con una pistola calibro 7,65 mettendone a segno otto. Oltre all'imprenditore, fu ferita anche la madre di quest'ultimo, Antonietta Auricchio di 66 anni, presente all'interno dell'attività commerciale. Al momento dell'omicidio non c'erano avventori.
I due malcapitati furono soccorsi e trasportati all'ospedale San Leonardo di Castellammare di Stabia, ma Raffaele Pastore morì poco dopo il ricovero.

## Premio Raffaele Pastore
A 15 anni dall'omicidio, il 23 novembre 2011, l'Amministrazione comunale di Torre Annunziata, in collaborazione con le associazioni antiracket Libera e Alilacco, intitolò un premio al commerciante consegnandolo in quell'occasione a Giovanni Impastato, fratello di un'altra vittima delle mafie, Peppino Impastato.

## La memoria
Raffaele Pastore è ricordato ogni anno, il 21 marzo, nella Giornata della Memoria e dell'Impegno di Libera, la rete di associazioni contro le mafie, che in questa data legge il lungo elenco dei nomi delle vittime di mafia e fenomeni mafiosi.

A Torre Annunziata il 23 novembre 2014, nel 18º anniversario dell'omicidio, gli è stato intitolato il presidio di Libera sito in via Gambardella.

Sempre nella città oplontina, il viale adiacente allo Stadio Alfredo Giraud è intitolato a Raffaele Pastore, mentre in via Carminiello, nel punto in cui fu ucciso, è stato piantato un albero di ulivo.